# Sōya Fujiwara
Sōya Fujiwara (藤原 奏哉 Fujiwara Sōya?, Yamaguchi, 9 de septiembre de 1995) es un futbolista japonés que juega como centrocampista en el Albirex Niigata.

## Trayectoria

### Clubes
| Club                | País  | Año       |
| ------------------- | ----- | --------- |
| Giravanz Kitakyushu | Japón | 2018-2020 |
| Albirex Niigata     | Japón | 2021-     |

## Estadística de carrera

### J. League
| Club                | Año   | J. League | J. League | Copa J. League | Copa J. League | Total | Total |
| Club                | Año   | Part.     | Goles     | Part.          | Goles          | Part. | Goles |
| ------------------- | ----- | --------- | --------- | -------------- | -------------- | ----- | ----- |
| Giravanz Kitakyushu | 2018  | 16        | 0         | -              | -              | 16    | 0     |
| Total               | Total | 16        | 0         | 0              | 0              | 16    | 0     |

-->